# Ehenbichl
Ehenbichl is een gemeente in de Außerfern, in het district Reutte in de Oostenrijkse deelstaat Tirol.
Ehenbichl ligt in het dalbekken rondom Reutte. Het wordt van deze plaats gescheiden door de 939 meter hoge heuvel Sintwag. Het woongebied ligt op een door de Lech gevormd terras. Deze rivier vormt ook een deel van de gemeentegrens. Het dorp Rieden, dat ook onder de gemeente valt, ligt in het zuidwesten, dicht bij Weißenbach am Lech.
Ehenbichl werd in 1404 voor het eerst officieel vermeld als Ehenpühel. In 1968 werd in de gemeente het districtsziekenhuis van het district Reutte gevestigd.